# Parker Van Dyke
Parker Van Dyke (Salt Lake City, Utah, 15 de octubre de 1994) es un baloncestista estadounidense que pertenece a los Austin Spurs de la G League. Con 1,91 metros de estatura, juega en la posición de escolta.

## Trayectoria deportiva
Es un baloncestista formado en la East High School de su ciudad natal hasta 2013 cuando ingresó en la Universidad de Utah en Salt Lake City, para jugar la NCAA durante la temporadas 2013-14 con los Utah Utes. Tras dos temporadas en blanco, volvería a disputar la NCAA con los Utah Utes durante tres temporadas consecutivas, desde 2016 a 2019.
En la temporada 2019-20, firma por los Tijuana Zonkeys con el que disputa del Circuito de Baloncesto de la Costa del Pacífico.
En la temporada 2020-21, firma por el BC Tallinna Kalev de la Latvian-Estonian Basketball League, la competición unificada de Estonia y Letonia.
En la temporada 2021-22, firma por el Gladiators Trier de la ProA, la segunda división alemana, donde promedia 15,6 puntos, y un 42,6% en T3 en cada encuentro.
El 2 de agosto de 2023, firma por el Club Melilla Baloncesto de la LEB Oro.